# Pan y vino
Pan y vino fue una serie de televisión de comedia romántica argentina emitida por América TV. La serie gira en torno a una pareja a punto de divorciarse, pero que al mismo tiempo deberán administar el negocio gastronómico que llevan juntos y lidiar con los sentimientos amorosos que tienen sobre algunos de sus empleados. Estuvo protagonizada por Ivo Cutzarida, Maite Zumelzú, Mercedes Oviedo, Tomás de las Heras, Sofía Pachano, Daniel Campomenosi, Caterina Hagopian y Gastón Ricaud. Fue estrenada el 4 de enero de 2015 con un doble episodio.

## Sinopsis
La trama de la serie está centrada en Felipe (Ivo Cutzarida) y Florencia (Maite Zumelzú), una pareja que está a punto de divorciarse y comparten un restó llamado Pan y vino que forma parte de la división de bienes, sin embargo, mediante encuentros y desencuentros en el lugar de trabajo descubrirán que tal vez ni ella está tan segura de pedirle el divorcio, ni él está tan seguro de querer seguir a su lado, como pareciera ser. Por un lado, Felipe tendrá un acercamiento sentimental con Sofía (Mercedes Oviedo), la nueva ayudante de cocina, y por el otro Florencia demostrará interés por Lucas (Tomás de las Heras), el mozo del restó.

## Elenco

### Principal
- Ivo Cutzarida como Felipe Valles
- Maite Zumelzú como Florencia Pietro
- Mercedes Oviedo como Sofía La Rosa
- Tomás de las Heras como Lucas
- Sofía Pachano como Agustina Marziano
- Daniel Campomenosi como Benito Pedernera
- Caterina Hagopian como Déborah Collins
- Gastón Ricaud como Marcos Leal

### Secundario
- Ximena Díaz como Malena Lo Bianco

### Participaciones
- Gabriel Corrado como Andrés Andolfo
- Germán Romero como Hombre lapicera
- Alejandro Awada como Médico
- Carolina Duer como Ella misma
- Raquel Fernández como Abuela de Sofía
- Noemí Morelli como Juana Alcorta
- Fabio Aste como Santini
- Pablo Mazzucchelli como Javier
- Gonzalo Suárez como Micky Bodeler
- Luciana Ulrich como Asistente de Micky
- Lisandro Carret como el Director
- Karina Mazzocco como Susy
- Juan Palomino como Él mismo
- Adrián Guerra como Ángel
- Naím Sibara como Roberto
- Claudio Santorelli como Orlando
- Eunice Castro como Giovanna Lorenzo
- Claudio María Domínguez como Él mismo
- Fabián Minelli como Inversionista
- Ximena Capristo como Ladrona
- Nicolás Riera como Ladrón

## Episodios
| N.º | Título                           | Dirigido por       | Escrito por     | Fecha de emisión original | Audiencia (millones) |
| --- | -------------------------------- | ------------------ | --------------- | ------------------------- | -------------------- |
| 1   | «Frío, frío»                     | Viviana Guadarrama | Marcelo Cabrera | 4 de enero de 2015        | 0.9                  |
| 2   | «A firmar mi amor»               | Viviana Guadarrama | Marcelo Cabrera | 4 de enero de 2015        | 0.9                  |
| 3   | «There's a chaos in the kitchen» | Viviana Guadarrama | Marcelo Cabrera | 11 de enero de 2015       | 0.5                  |
| 4   | «La fiebre»                      | Viviana Guadarrama | Marcelo Cabrera | 11 de enero de 2015       | 0.5                  |
| 5   | «La nona»                        | Viviana Guadarrama | Marcelo Cabrera | 18 de enero de 2015       | 1.1                  |
| 6   | «Desalojo forzoso»               | Viviana Guadarrama | Marcelo Cabrera | 18 de enero de 2015       | 1.1                  |
| 7   | «Sonámbulo»                      | Viviana Guadarrama | Marcelo Cabrera | 25 de enero de 2015       | 0.7                  |
| 8   | «La clausura»                    | Viviana Guadarrama | Marcelo Cabrera | 25 de enero de 2015       | 0.7                  |
| 9   | «Recordando tu expresión»        | Viviana Guadarrama | Marcelo Cabrera | 1 de febrero de 2015      | 0.9                  |
| 10  | «Sexo, mentiras y videotape»     | Viviana Guadarrama | Marcelo Cabrera | 1 de febrero de 2015      | 0.9                  |
| 11  | «Día del perdón»                 | Viviana Guadarrama | Marcelo Cabrera | 8 de febrero de 2015      | 0.3                  |
| 12  | «Mientras dormían»               | Viviana Guadarrama | Marcelo Cabrera | 8 de febrero de 2015      | 0.3                  |
| 13  | «Un día en el diván»             | Viviana Guadarrama | Marcelo Cabrera | 15 de febrero de 2015     | 0.8                  |
| 14  | «Baco, el curador»               | Viviana Guadarrama | Marcelo Cabrera | 15 de febrero de 2015     | 0.8                  |
| 15  | «Sorpresa de cumpleaños»         | Viviana Guadarrama | Marcelo Cabrera | 22 de febrero de 2015     | 0.5                  |
| 16  | «Magia»                          | Viviana Guadarrama | Marcelo Cabrera | 22 de febrero de 2015     | 0.5                  |
| 17  | «Un comensal especial»           | Viviana Guadarrama | Marcelo Cabrera | 8 de marzo de 2015        | 1.1                  |
| 18  | «La demanda»                     | Viviana Guadarrama | Marcelo Cabrera | 8 de marzo de 2015        | 1.1                  |
| 19  | «Emociones mezcladas»            | Viviana Guadarrama | Marcelo Cabrera | 15 de marzo de 2015       | —                    |
| 20  | «Terapia de familia»             | Viviana Guadarrama | Marcelo Cabrera | 15 de marzo de 2015       | —                    |
| 21  | «Otelo»                          | Viviana Guadarrama | Marcelo Cabrera | 29 de marzo de 2015       | 0.9                  |
| 22  | «Odol pregunta»                  | Viviana Guadarrama | Marcelo Cabrera | 29 de marzo de 2015       | 0.9                  |
| 23  | «El robo»                        | Viviana Guadarrama | Marcelo Cabrera | 5 de abril de 2015        | 0.8                  |
| 24  | «Panick attack»                  | Viviana Guadarrama | Marcelo Cabrera | 5 de abril de 2015        | 0.8                  |
| 25  | «Repaso general»                 | Viviana Guadarrama | Marcelo Cabrera | 12 de abril de 2015       | 0.6                  |
| 26  | «La espera»                      | Viviana Guadarrama | Marcelo Cabrera | 12 de abril de 2015       | 0.6                  |

## Recepción

### Comentarios de la crítica
En una reseña para el diario Clarín, Juan Tomás Erbiti comentó que la serie hace un guiño a las históricas telecomedias argentinas, citando a Los Campanelli y La familia Benvenuto como ejemplo, pero que Pan y vino «se queda algo corta en contenido» y que «no es la típica comedia de los domingos», sin embargo, destacó que las interpretaciones de los actores que se ponen en la piel del personal del restó (refiriéndose a Oviedo, de las Heras y Pachano) resaltan más que la de los protagonistas, aludiendo a Cutzarida y Zumelzú.